# 주전자

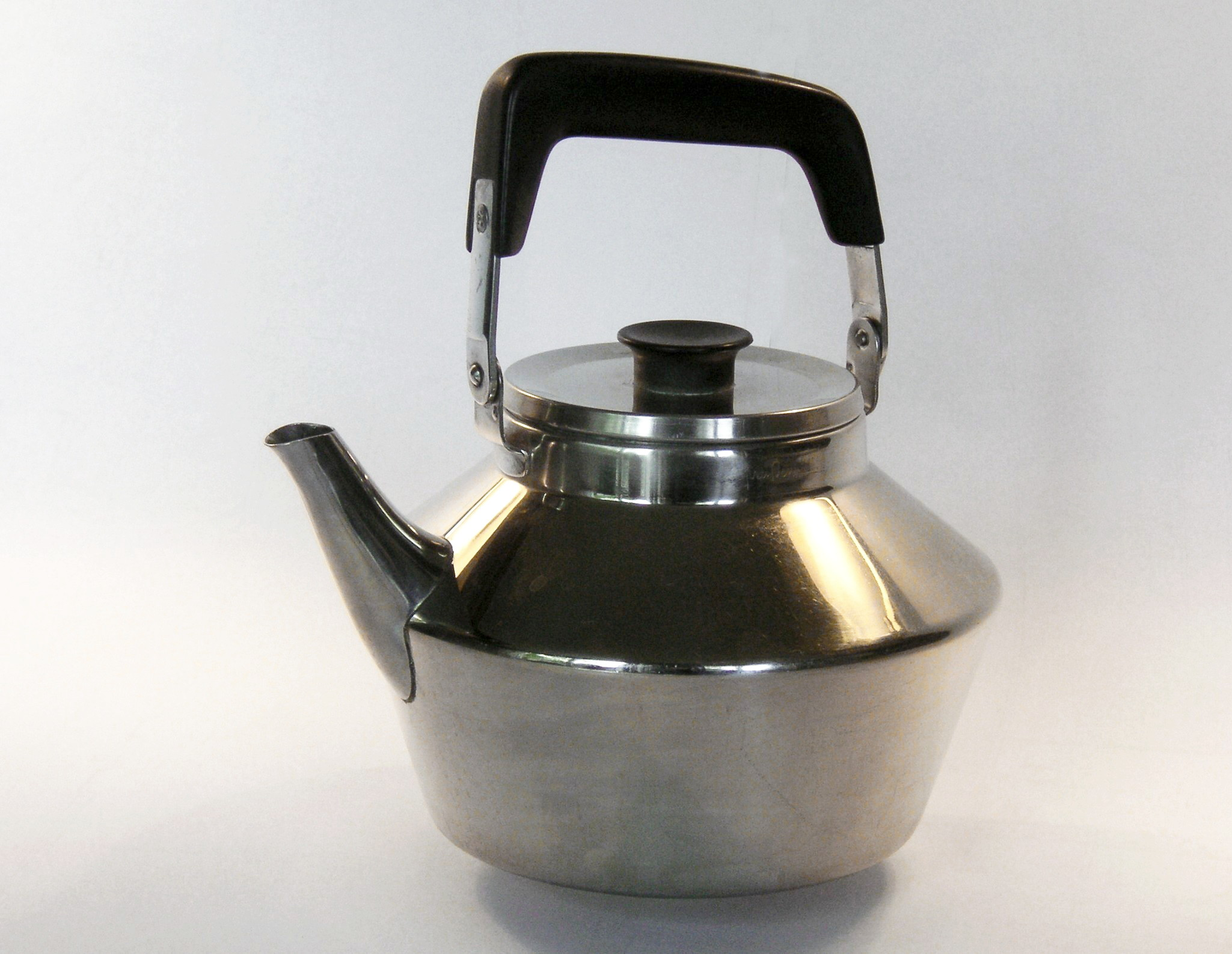
주전자

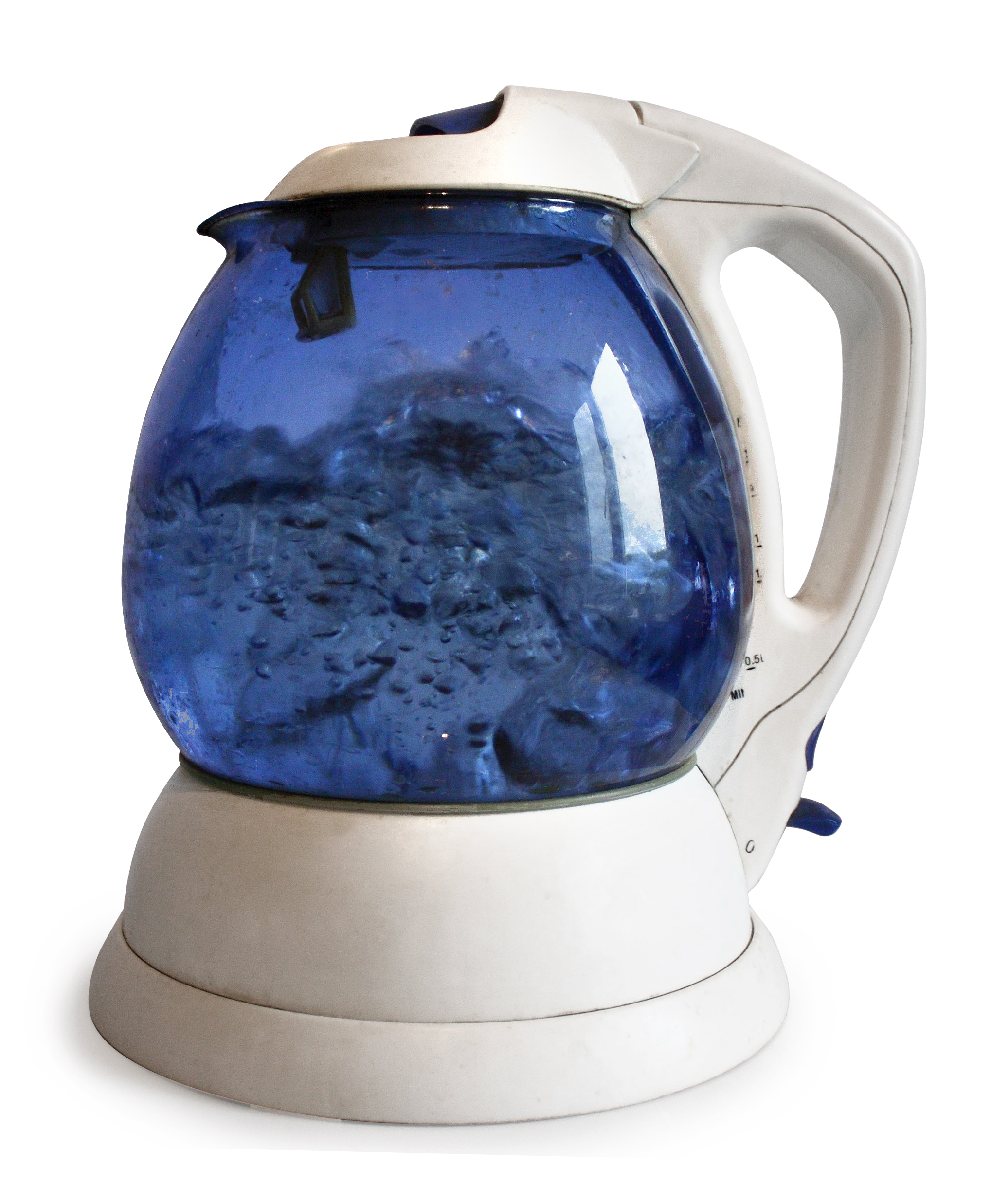
전기 주전자 (전기 포트)

주전자(酒煎子)는 부엌에서 사용하는 도구들 중 하나다. ‘주전자’라는 낱말에는 문화와 지리적 위치에 따라서 다양한 뜻을 지닐 수 있다.
주전자는 일반적으로 차, 커피와 같은 뜨거운 음료를 만들기 위해 물을 가열하기 위하여 사용된다. 종종 뜨거운 물을 부어 홍차 등을 우리는 용도(찻주전자, teapot)로 사용되는 것도 주전자라고 부른다.
일반적으로 튼튼한 플라스틱 또는 강철(플라스틱 손잡이가 같이 달린)에 의해 만들어지며 자체에 가열 기능이 없어서 가스레인지 같은 가열 기구 위에 올려 사용하지만, 전기를 이용한 자체 가열 기능을 가진 전기 주전자(전기 포트)도 있다.

## 역사
최초의 주전자는 고대 메소포타미아에서 요리를 포함한 여러 목적으로 사용되었다. 중국에서 주전자는 일반적으로 철로 만들었으며 개방된 불 위에 직접 놓아 사용했다. 여행자들은 주전자를 사용하여 민물을 끓여 마셨다.
차 주전자의 개발은 현대 난로의 발전과 직접적인 관계가 있다.
열로 익히는 대신 전기에 간단히 연결하여 사용할 수 있는 전기 주전자는 1922년에 잉글랜드 버밍엄의 아서 레슬리 라지(Arthur Leslie Large)가 발명하였다.

## 같이 보기
- 사모바르
- 모카 포트
- 찻주전자

## 참조
1. ↑  “Electric Tea Kettle”. MadeHow.com. 2012년 7월 30일에 확인함.
2. ↑  “Electric Kettles”. 《The Memory Store》. John Lewis Partnership. 2013년 10월 2일에 원본 문서에서 보존된 문서. 2013년 6월 24일에 확인함.
3. ↑  “Small Appliances”. The Association of Manufacturers of Domestic Appliances. 2013년 5월 8일에 원본 문서에서 보존된 문서. 2013년 6월 24일에 확인함.